# Phénix Brossard

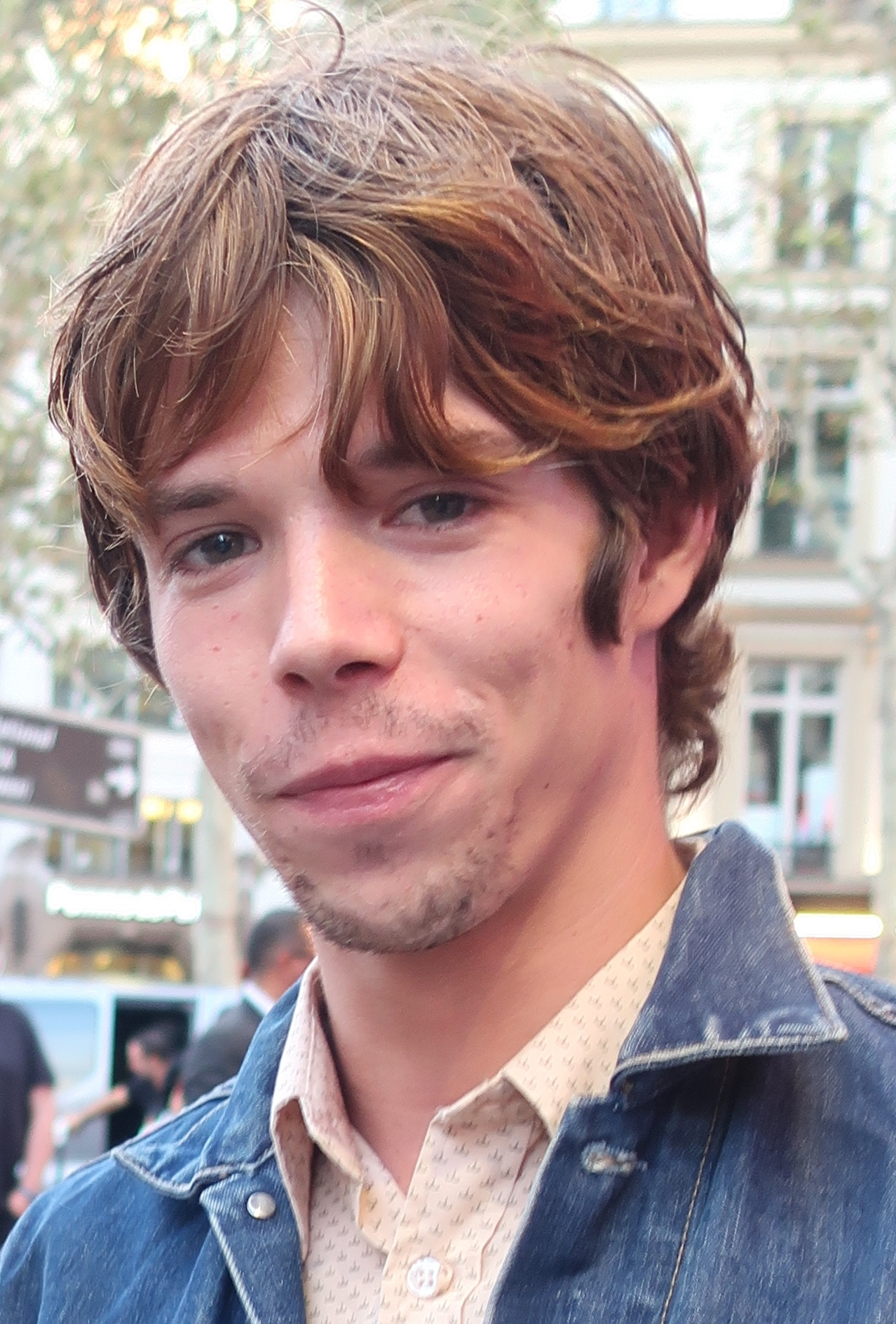
Phénix Brossard

Phénix Brossard (* 26. Februar 1992 in Paris) ist ein französischer Filmschauspieler.

## Leben
Der 1992 in Paris geborene Phénix Brossard erhielt im Alter von 17 Jahren in La Lisière – Am Waldrand von Géraldine Bajard seine erste große Filmrolle. Bekannt wurde er vor allem durch den Film Departure von Andrew Steggall aus dem Jahr 2015 in dem er Clément spielte und sich gemeinsam mit Juliet Stevenson und Alex Lawther in einer Dreiecksbeziehung befindet. In Benjamin von Simon Amstell, der im Oktober 2018 beim London Film Festival seine Premiere feierte, spielte er in einer Hauptrolle Noah. Weitere Rollen folgten in der Fernsehserie Fiertés – Mut zur Liebe und im Film Little Joe – Glück ist ein Geschäft von Jessica Hausner.

## Filmografie (Auswahl)
- 2010: La Lisière – Am Waldrand (La Lisière)
- 2015: Departure
- 2016: Monsieur Chocolat (Chocolat)
- 2017: Marie-Francine
- 2017: Riviera (Fernsehserie, 6 Folgen)
- 2017: Vaurien
- 2018: Benjamin
- 2018: Fiertés – Mut zur Liebe (Fiertés, Fernsehserie)
- 2019: Little Joe – Glück ist ein Geschäft (Little Joe)
- 2023: Sterne zum Dessert (À la belle étoile)